# Shaun Palmer
Pour les articles homonymes, voir Palmer.
Shaun Palmer (né le 14 novembre 1968) est un snowboarder, skieur, vttiste et pilote de motocross américain. Surnommé « Palm Daddy », il est connu comme l'un des pères des sports extrêmes.

## Palmarès en VTT

### Championnats du monde
- Cairns 1996
  -  Médaillé d'argent de la descente

### Coupe du monde
- Coupe du monde de descente
  - 1996 : 5e du classement général, un podium
  - 1998 : 8e du classement général, un podium
  - 1999 : 8e du classement général, vainqueur de la manche de Big Bear Lake

## Source
- (en) Cet article est partiellement ou en totalité issu de l’article de Wikipédia en anglais intitulé « Shaun Palmer » (voir la liste des auteurs).